# Hieracium longimanum
Hieracium longimanum es una especie de planta con flor del género Hieracium, de la familia Asteraceae, orden Asterales.

## Distribución
Hieracium longimanum se distribuye por Suecia.

## Taxonomía
Fue descrita científicamente por Norrl. ex Johanss. y Sam.